# Okręg Botoszany
Botoszany (rum. Botoșani) – okręg w północno-wschodniej Rumunii (Mołdawia zachodnia), ze stolicą w mieście Botoszany. W 2011 roku liczył 412 626 mieszkańców. Okręg ma powierzchnię 4986 km², a 2002 roku gęstość zaludnienia 92 osoby/km².

## Struktura narodowościowa
Według spisu ludności z roku 2011 okręg Botoszany zamieszkiwały następujące narodowości:
- Rumuni - 94,1%
- Romowie - 1,0%
- Ukraińcy - 0,160%
- Rosjanie - 0,098%
- Żydzi - 0,013%
- Węgrzy - 0,009%
- Niemcy - 0,007%
- Turcy - 0,006%
- Ormianie - 0,005%
- Włosi - 0,005%

## Miasta
- Botoszany
- Bucecea
- Darabani
- Dorohoi
- Flămânzi
- Săveni
- Ștefănești

## Gminy
- Adășeni
- Albești
- Avrămeni
- Bălușeni
- Blândești
- Brăești
- Broscăuți
- Călărași
- Cândești
- Concești
- Copălău
- Cordăreni
- Corlăteni
- Corni
- Coșula
- Coțușca
- Cristești
- Cristinești
- Curtești
- Dersca
- Dângeni
- Dimăcheni
- Dobârceni
- Drăgușeni
- Durnești
- Frumușica
- George Enescu
- Gorbănești
- Havârna
- Hănești
- Hilișeu-Horia
- Hlipiceni
- Hudești
- Ibănești
- Leorda
- Lozna
- Lunca
- Manoleasa
- Mihai Eminescu
- Mihăileni
- Mihălășeni
- Mileanca
- Mitoc
- Nicșeni
- Păltiniș
- Pomârla
- Prăjeni
- Rădăuți-Prut
- Răchiți
- Răuseni
- Ripiceni
- Roma
- Românești
- Santa Mare
- Stăuceni
- Suharău
- Sulița
- Șendriceni
- Știubieni
- Todireni
- Trușești
- Tudora
- Ungureni
- Unțeni
- Văculești
- Viișoara
- Vârfu Câmpului
- Vlădeni
- Vlăsinești
- Vorniceni
- Vorona